# 現代百貨
現代百貨（：／，韩交所：069960），1971年成立，總店位於狎鷗亭，曾為現代集團旗下的企業，現為現代百貨集團的核心企業。與樂天百貨和新世界百貨合稱韓國三大百貨公司。

## 外部連結
- 官方网站